# ويلهلم مولر (مؤلف)
ويلهلم مولر (بالألمانية: Wilhelm Christian Müller)  (و. 1752 – 1831 م) هو مؤلف، وكاتب ألماني، ولد في فازونغن، توفي في بريمن، عن عمر يناهز 79 عاماً.